# Åke Frändberg
Knut Åke Frändberg, född den 15 december 1937 i Göteborg, är en svensk rättslärd.
Frändberg avlade studentexamen som helklassiker vid Karlstads högre  allmänna läroverk 1957. Han avlade juris kandidatexamen 1965 och filosofie kandidatexamen 1967. Frändberg disputerade för juris doktorsexamen i Uppsala 1973. Han var forsknings- och forskarassistent där 1973–1977, docent 1977–1985 och högskolelektor 1986–1993. Frändberg var professor i allmän rättslära vid Stockholms universitet 1993–1994 och i samma ämne vid Uppsala universitet 1994–2004. Han invaldes som ledamot av Vetenskapssamhället i Uppsala 1985. Frändberg var inspektor vid Värmlands nation i Uppsala 1987–2004. Han är hedersledamot där och av Nylands nation i Helsingfors. Frändberg uppvaktades med en festskrift 2003, redigerad av Anders Fogelklou och Torben Spaak.